# Kasteel van Peñafiel
Het Kasteel van Peñafiel staat hoog op een heuvel bij de plaats Peñafiel in de Spaanse provincie Valladolid in de regio Castilië en León. Er is een smalle toegangsweg naar boven en vanaf het kasteel heeft de bezoeker een mooi uitzicht over de omgeving.

## Geschiedenis en indeling
Op deze plaatst werd in de 10e eeuw al de eerste versterking gebouwd. De eerste optekening van het kasteel werd gevonden in 943 toen koning Ramiro II van León heerste. In 983 nam de moslim Almanzar het kasteel in tot het in 1013 weer werd heroverd. Vanaf de heuvel domineerde het kasteel de valleien van de rivieren Douro, Duratón en Botijas. Op deze wijze speelde het een belangrijke rol in de verdedigingslinie van de Douro, zowel voor christenen als moslims in de 9e en 10e eeuw. Na de herovering in 1013 wisselde het kasteel meerdere malen van Spaanse eigenaar. In 1451 kwam het in handen van Johan II van Castilië die opdracht gaf het kasteel te slopen.
In 1456 volgde toch de herbouw van het kasteel in de huidige vorm. De heuvel is lang en smal en dit maakt het kasteel, waarvan de buitenmuren op de randen van de heuvel zijn gebouwd, ook lang en smal. Van bovenaf gezien heeft de vorm van een schip met een spitse boeg in het noorden en een stomp achterschip in het zuiden. Op het breedste punt meet het kasteel zo'n 35 meter en het is zo'n 210 meter lang. De toegangspoort staat aan de oostkant. Langs de hele buitenmuur zijn kantelen aangebracht met grote en kleine torens. Centraal in het midden staat de donjon met aan beide zijden een droge gracht. Het is zo'n 34 meter hoog en in de toren zijn drie gewelfde ruimten. Boven op de donjon staan kantelen rondom het dak.
Dit middeleeuwse fort werd in 1917 uitgeroepen tot Nationaal Monument. Het is tegenwoordig belangrijk voor het wijntoerisme in de Ribera del Duero, aangezien het provinciaal wijnmuseum zich op de zuidelijke binnenplaats bevindt.

## Wijnmuseum
In 1999 werd in het kasteel het provinciaal wijnmuseum geopend. Per jaar bezoeken zo’n 100.000 mensen het kasteel en museum.
Het wijnmuseum geeft een overzicht van de geschiedenis van de wijn in Europa en de hedendaagse rol van de wijnproductie in de streek Ribera del Duero. Er wordt aandacht besteed aan de rol van klimaat en grond voor de kwaliteit van de wijn, het productieproces en de afwerking tot in de fles aan toe.

## Fotogalerij

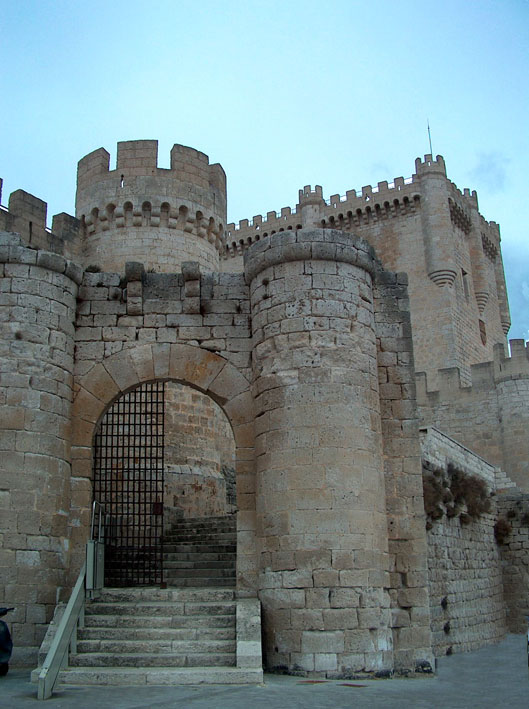
Toegangspoort
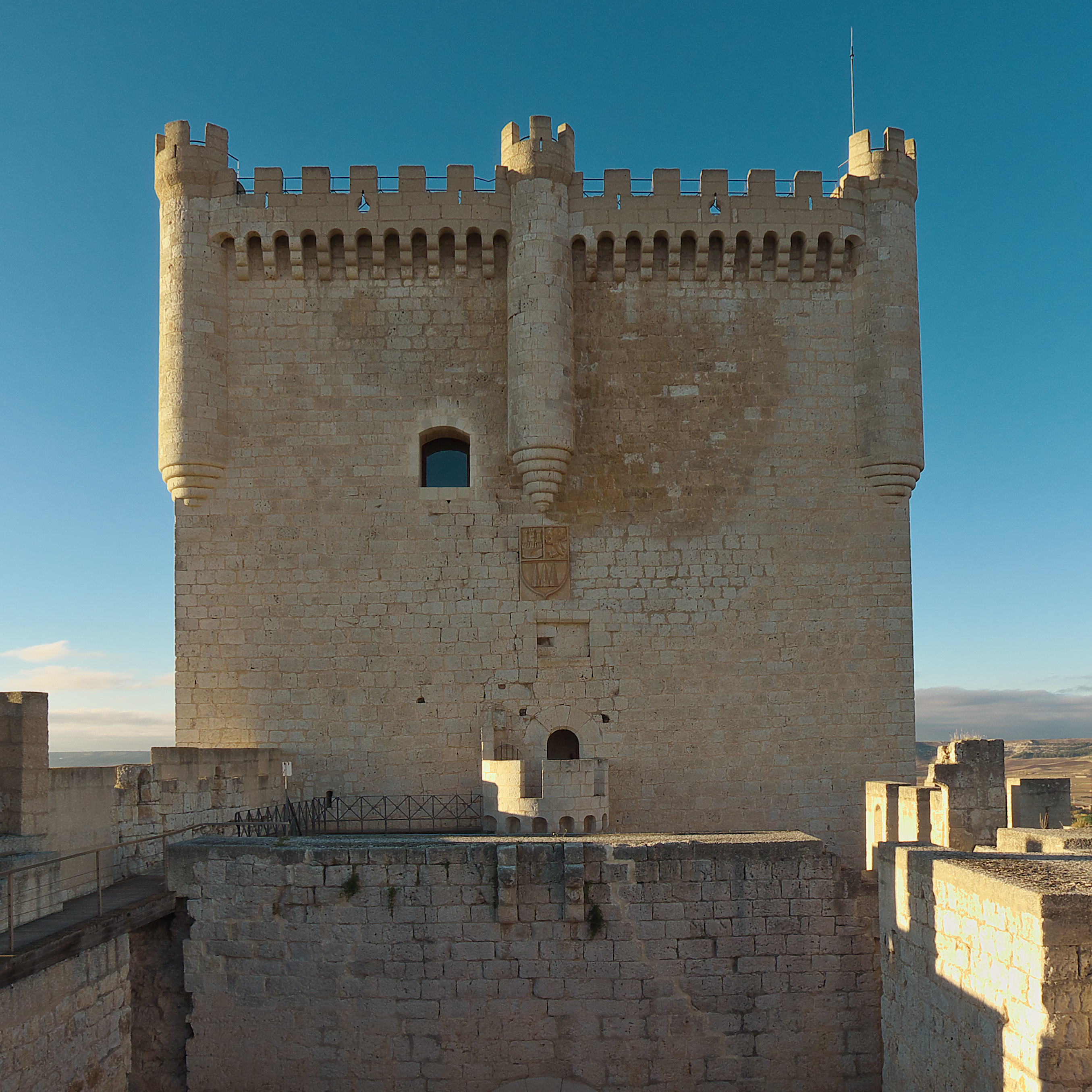
Donjon
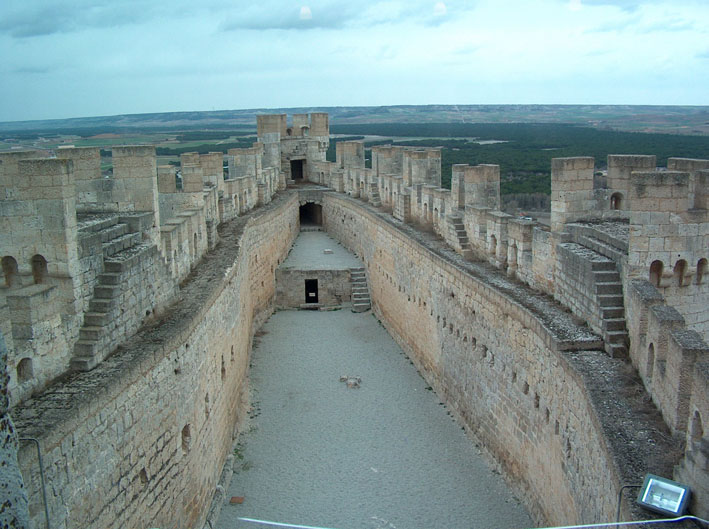
Binnenplaats noordzijde
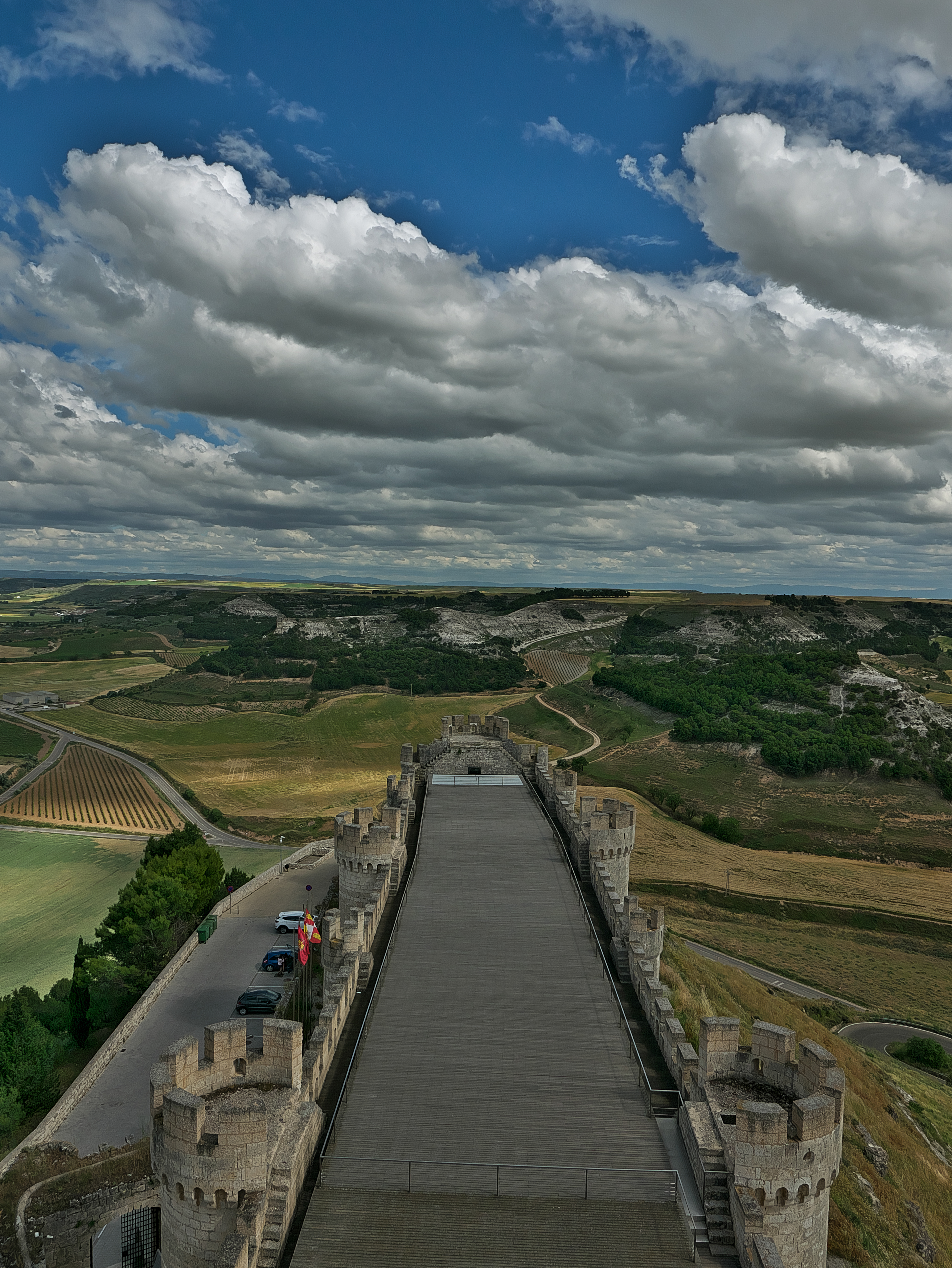
Zuidzijde van het kasteel waar nu het wijnmuseum is gevestigd